# دکوتینتسه
دکوتینتسه (به صربی: Dekutince) یک منطقهٔ مسکونی در صربستان است که در ولادیچین خان واقع شده‌است. دکوتینتسه ۲۷۱ نفر جمعیت دارد.